# 말라카이트 그린
말라카이트 그린(영어: malachite green)은 트리페닐메탄계 염료이다. 견사, 가죽, 종이에 물들이는 염료, 또는 물고기 또는 물고기 알에 감염된 박테리아나 균류를 죽이는 데에 쓴다. ‘말라카이트’라는 이름은 공작석과 색이 비슷해서 붙은 이름이다.

## 용도
물고기 알에 감염되는 물곰팡이속(Saprolegnia) 균류를 죽이는 데에 효과적이다. 또한 Ichthyophthirius multifilius에 의해서 생기는 수족관 물고기의 반점을 치료하는 데에도 쓰인다. 말라카이트 그린으로 치료받은 물고기는 근육 조직에 오랜 시간 동안 류말라카이트 그린(leucomalachite green; LMG) 이 남게 된다. 말라카이트 그린은 메기나 테트라에게는 치명적이므로 적량을 지켜서 사용하는 것이 좋다.
말라카이트 그린은 세포 조직 현미경 검사를 할 때에 염료로 쓰이기도 한다.
pH 0.2~1.8 사이에서 산-염기 지시약으로 쓰일 수 있다. 0.2 이하에서는 노란색이다. 또한 11.5~13.2 사이에서 초록색에서 무색으로 변한다.
대한민국 내 모기향의 염료로 쓰였으나 2005년 뒤로 사용이 금지되었다.

## 독성
쥐에게 2년 이상 100ppb의 농도로 말라카이트 그린을 투여한 결과 종양이 생긴 실험 결과가 있어 발암 물질로 의심을 받는다. 따라서 현재 여러 나라에서 사용이 규제되고 있다. 